# إيك ليتل
إيك ليتل (بالإنجليزية: Ike Little)‏ هو لاعب كرة قدم أسترالية أسترالي، ولد في 19 يناير 1888، وتوفي في 14 يونيو 1945.

## وصلات خارجية
- إيك ليتل على موقع AustralianFootball.com (الإنجليزية)
- إيك ليتل على موقع AFLtables.com (الإنجليزية)